# Tienhovensch Kanaal
Het Tienhovensch Kanaal of Tienhovens kanaal is een eeuwenoude aangelegde waterloop in Nederlandse provincies Utrecht en Noord-Holland. Het kanaal loopt vanaf de Kraaienestersluis bij de Vecht bij Breukelen langs Breukeleveen, Tienhoven, Hollandsche Rading en loopt dood nabij het bosrijke natuurgebied De Zwarte Berg te Hilversum.
Het Tienhovensch Kanaal begon als een afscheiding tussen de ontginning van het Tienhovensche en het Breukeleveensche deel. Na de ontginning werden de gronden gebruikt voor de akkerbouw. Door de ontwatering klonk het veen in met bodemdaling tot gevolg. De akkerbouwers verdwenen en hiervoor kwam turfwinning in de plaats. In de 17e eeuw werd de Tienhovensche Vaart gebruikt voor de afvoer van turf naar de Vecht en zo naar de steden Utrecht en Amsterdam.
Tussen 1836 en 1869 werd de Tienhovensche Vaart verbreed tot een kanaal. Het was de bedoeling om het kanaal via de Eemnesservaart te laten aansluiten op de Eem bij Eemnes, maar de hoge zandgronden van Het Gooi maakten dat toen (1882) onmogelijk. Het gebruik van turf als brandstof nam af waardoor het kanaal een belangrijk deel van zijn nut verloor.
Het kanaal speelde met het Fort bij Tienhoven en de Kraaienestersluis een rol in de Nieuwe Hollandse Waterlinie. Het fort ligt op een in de periode 1848-1850 aangelegd eiland in het kanaal.